# Acothrura orientalis
Acothrura orientalis là một loài côn trùng thuộc chi Acothrura, họ Lophopidae. Loài này được Liang mô tả khoa học năm 2000.